# Trieces crassipes
Trieces crassipes là một loài tò vò trong họ Ichneumonidae.